# 尼泊尔文化、旅游和民航部
尼泊尔文化、旅游和民航部（英語：Ministry of Culture, Tourism and Civil Aviation，簡稱MoCTCA，尼泊爾語：संस्कृति, पर्यटन तथा नागरिक उड्डयन मन्त्रालय）是尼泊尔一個負責旅游和文化等領域事務的政府机构。它也是尼泊尔的航空监管机构。尼泊尔文化、旅游和民航部總部位于加德满都。

## 历史
旅游部成立于1978年。旅游部分别于1982年和2000年開始監管民航和文化領域的事務。2008年，该部被拆分为旅游和民航部以及文化和国家改革部。2012年，這些部門再次合併為尼泊尔文化、旅游和民航部。